# Absolutna temperatura
Absolútna temperatúra (tudi termodinámična temperatúra) je temperatura, merjena v absolutni temperaturni lestvici. Ta lestvica ne pozna negativnih vrednosti – ničla v tej lestvici sovpada z absolutno ničlo. Lestvica je razdeljena na enote, imenovane kelvin (oznaka K). En kelvin je določen kot 1/273,16 razlike med temperaturo trojne točke vode in absolutno ničlo.